# Dovania dargei
Dovania dargei là một loài bướm đêm thuộc họ Sphingidae. Loài này có ở Ethiopia.